# Star Industry
Star Industry is een hard rock/gothic rock band, opgericht in 1996 in België. Sinds de oprichting hebben ze drie studioalbums uitgegeven, een livealbum en een ep. Ook speelden ze regelmatig op festivals. Hun meest bekende nummer is Nineties, dat een eerste plaats verdiende in de Israëlische alternatieve hitparade in 1998
De bezetting bestaat uit Peter Beckers (vocals- gitaar), Xavier "Pssyche" Vranken (backing vocals - leadgitaar), Stijn "Stign" Kuijpers (bas), Kurt Lantin (drums) en Peter "Utz" Gerits (synths - samples)

## Discografie
- op Revelation Records:
- Iron Dust Crush (1997)
- op Purple Moon Records:
- Iron Dust Crush (1998), re-release, bevat twee extra live tracks.
- New Millennium E.P. (2000), four-track-cd-single.
- Velvet (2001), bevat een cover versie van Roxettes hit The Look
- op Alfa Matrix Records:
- Last Crusades (2007), gelimiteerde eerste editie "SuperBox") met een extra remix-cd en een T-shirt met de albumcover.
- Velvet (2008), re-release
- black angel - white dEVIL (2008), livealbum opgenomen in de La Sala club in Madrid op 15 april 2007